# Jinzhu Xilu
Jinzhu Xilu (kinesiska: 金珠西路街道, 金珠西路, Jinzhu Xilu Jiedao) är en socken i Kina. Den ligger i den autonoma regionen Tibet, i den sydvästra delen av landet, nära eller i regionhuvudstaden Lhasa.
Genomsnittlig årsnederbörd är 847 millimeter. Den regnigaste månaden är juli, med i genomsnitt 258 mm nederbörd, och den torraste är december, med 2 mm nederbörd.